# Jaroslav Glebovič
Jaroslav Glebovič (in russo Ярослав Глебович?; XII secolo – dopo il 1199) fu l'ultimogenito del principe Gleb Rostislavič di Rjazan' e di sua moglie Eufrrosina, figlia del principe Rostislav Jur'evič di Perejaslav.